# Adolf Georg Soetbeer
Adolf Georg Soetbeer (Amburgo, 1814 – Gottinga, 1892) è stato un economista tedesco.

## Biografia
Adolf Georg Soetbeer su insegnante presso l'Università di Gottinga fu fautore del monometallismo aureo. Fu anche uno statistico esperto nelle analisi sulla produzione e commercio dell'oro.
Il suo scritto più noto è Edelmetall-Production und Werthverhältniss zwischen Gold und Silber seit der Endeckung Amerikas bis zur Gegenwart del 1879.